# Шеффилд, Эдмунд, 1-й граф Малгрейв
Э́дмунд Ше́ффилд, 1-й граф Малгре́йв (англ. Edmund Sheffield, 1st Earl of Mulgrave; 7 декабря 1564 — 6 октября 1646) — английский аристократ и государственный деятель, носил титулы барон Шеффилд (1568—1646) и граф Малгрейв (1626—1646).

## Биография
Эдмунд Шеффилд был единственным сыном Джона Шеффилда, 2-го барона Шеффилда, и его супруги Дуглас Шеффилд, баронессы Шеффилд, дочери Уильяма Говарда, 1-го барона Говарда из Эффингема и его второй супруги Маргарет Гэмидж.
В декабре 1568 года в возрасте четырёх лет унаследовал от отца титул барона Шеффилда.
В 1582 году входил в свиту герцога Франсуа Анжуйского и по приказу королевы Елизаветы сопровождал его в Антверпен. Затем Шеффилд служил в Нидерландах под командованием графа Лестер, а в 1588 году участвовал в сражении с Непобедимой армады, командуя кораблём «Белый медведь». После победы над испанской армадой, он был посвящён в рыцари, и в 1591 году получил поместье Малгрейв (Йоркшир). В последующие годы он подавал прошение на должности, которыми были смотритель западных границ (1594 год) и лорд-президент Севера (1595 год), но оба раза потерпел неудачу, как считается из-за женитьбы на католичке.
Возвышение Эдмунда Шеффилда произошло при короле Якове I, в период правления которого он занимал высокие должности, включая лорд-лейтенанта Йоркшира (1603—1619) и президента Совета Севера (1603—1619), а также вице-адмирала Йоркшира (1604—1646), должность которого занимал и при Карле I.
5 февраля 1626 года в честь коронации Карла I ему был пожалован титул графа Малгрейв, который он носил до своей смерти. Во время Английской революции Эдмунд Шеффилд поддерживал сторонников парламента, но из-за преклонного возраста в военных действиях не участвовал.
Скончался 6 октября 1646 года в возрасте 81 года, был похоронен в церкви Хаммерсмит, на южной стороне алтаря. Его наследником стал внук Эдмунд (1611—1658), сын сэра Джона Шеффилда (ум. 1614).

## Семья
Его первой женой была Урсула Тирвитт, дочь сэра Роберта Тирвитта из Кеттлби, в браке с которой у него было 15 детей (6 сыновей и 9 дочерей). Второй женой была Мариана Ирвин, дочь сэра Уильяма Ирвина, в браке с которой было 7 детей (3 сына и 4 дочери).